# András Fáy
 (juillet 2021).
Dans le nom hongrois Fáy András, le nom de famille précède le prénom, mais cet article utilise l’ordre habituel en français András Fáy, où le prénom précède le nom.
Pour les articles homonymes, voir Fay.
András Fáy de Pécel (péceli Fáy András), né le 30 mai 1786 à Kohány et décédé le 26 juillet 1864 à Pest, est un homme d'État et écrivain hongrois. Membre de la famille Fáy.